# Врішни
Врішни (санскр. वृषणिवृषणि) — легендарний рід, що походив від нащадка Яду Врішни. До цього роду належав Крішна, якого називають «нащадком Врішни». Згідно з легендою, Врішни був сином Сатвати і тому рід врішни також відомий під назвою «сатвати». «Врішни» також вживається і як синонім назви ядава, «плем'я роду Яду» — героя, який зустрічався вже у ведичній літературі.